# Transduktion (Genetik)

Der Mechanismus der Transduktion; illustriert an einem Bakterium.

Als Transduktion wird in der Genetik der Gentransfer durch Viren bezeichnet. Dabei werden meistens virale, aber gelegentlich auch bakterielle oder künstliche Gene übertragen. Die Infektion von Zielzellen mit viralen Vektoren wird ebenfalls als Transduktion bezeichnet, wobei auch hier fremde Gene mit Hilfe von Viren übertragen werden.
Die Transduktion ist neben der Konjugation und der Transformation (bzw. der Transfektion bei tierischen Zellen) eine von drei Möglichkeiten des Gentransfers.

## Transduktion in der Gentechnik

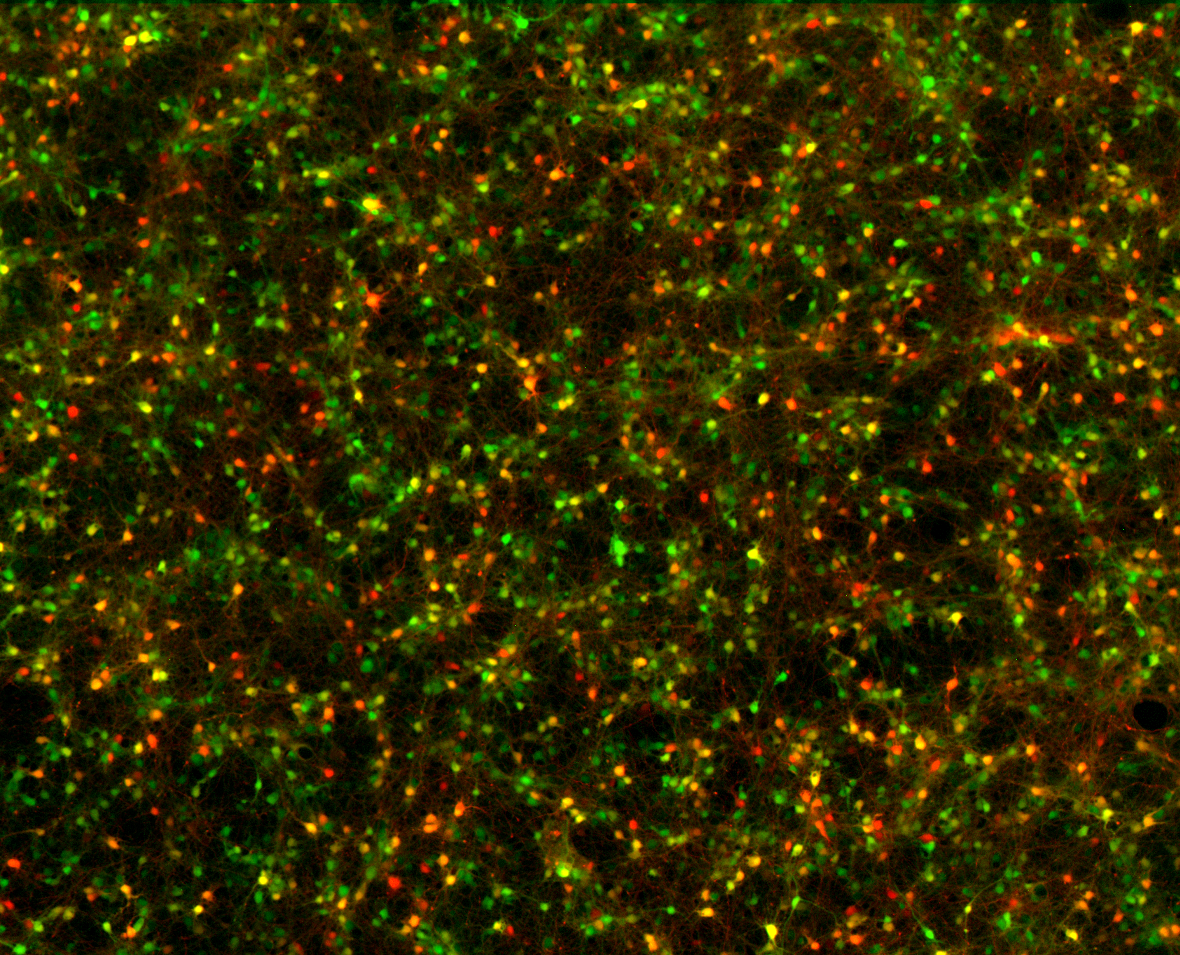
Nach Transduktion durch einen künstlichen Adeno-assoziierten Virus exprimieren Nervenzellen aus der Ratte rot und grün fluoreszierende Proteine.

Transduktion wird in der Gentechnik und Gentherapie verwendet, um durch virale Vektoren wie beispielsweise Adeno-assoziierte Viren Genmaterial in Eukaryoten zu bringen. Sie ist oft genutztes Werkzeug der Grundlagenforschung und ein potentieller Kandidat als Kernmechanismus der Gentherapie.

## Unspezifische (allgemeine) Transduktion
Als unspezifische oder allgemeine Transduktion bezeichnet man die Übertragung von Bakterien-DNA durch einen virulenten Bakteriophagen.
Bei der Phagenvermehrung in der Bakterienzelle (lytischer Zyklus) kann es zufällig passieren, dass in einem Phagen statt der Phagen-DNA ein Stück der Bakterien-DNA eingebaut wird, die vorher, durch die Phagen-DNA gesteuert, in Bruchstücke zerlegt wurde. Infiziert dieser Phage eine andere Zelle, wird die Bakterien-DNA in deren Bakteriengenom eingebaut (rekombiniert).

## Spezifische (spezielle) Transduktion
Temperente Phagen sind Viren, deren DNA nach der Injektion in die Wirtszelle nicht in den lytischen, sondern gelegentlich in den lysogenen Zyklus eintreten und eine Ruhephase einlegen (Beispiel: Bakteriophage Lambda). Dabei wird meistens zunächst die Phagen-DNA an einer bestimmten Stelle (bei Escherichia coli ist dies die att-Region) in das Hauptchromosom des Wirtes integriert, eine Ausnahme mit episomalem Genom bildet z. B. der Phage P1. Diese eingebundene oder ringförmig vorliegende Phagen-DNA wird als Prophage bezeichnet. Die Vitalität der Wirtszelle wird dadurch nicht beeinträchtigt. Sie vermehrt sich und damit auch den Prophagen. Die Integration eines Phagen kann sich sogar als vorteilhaft für das Bakterium herausstellen, da das Tragen des Prophagen oftmals vor Superinfektion weiterer Bakteriophagen derselben Art schützt. Verschlechtern sich die Umweltbedingungen und droht das Absterben der Wirtszelle beispielsweise durch UV-Strahlen oder Chemikalien, tritt der Phage in den lytischen Zyklus ein, denn ein toter Wirt steht einem Virus nicht mehr für die Vermehrung zur Verfügung. Beim ungenauen Herausschneiden (Exzision) des Prophagen aus dem Genom des Wirtes kann die Phagen-DNA ein Stückchen Bakterien-DNA zufällig mitnehmen und in ein anderes Bakterium einbauen. In der Gentechnik macht man sich diese Eigenschaft zu Nutze, um bestimmte DNA-Bereiche von einem Bakterium auf andere zu übertragen. Zwar nimmt der Bakteriophage bei der Exzision DNA-Abschnitte der Wirtszelle nicht gezielt, sondern nur mit statistischer Wahrscheinlichkeit mit. Befindet sich auf dem DNA-Abschnitt, den man von einem Bakterium mittels Transduktion auf ein weiteres übertragen möchte, ein Selektionsmarker, wie z. B. ein Antibiotikum-Resistenzgen, überleben bei der Selektion nur die Bakterien, die den gewünschten DNA-Abschnitt erhalten und mittels homologer Rekombination eingebaut haben.

## Versuche von Lederberg, Tatum und Zinder

Versuchsansatz zum Nachweis einer unspezifischen Transduktion.

Nachdem Edward Lawrie Tatum und Joshua Lederberg 1947 bereits die Konjugation an Escherichia coli gezeigt hatten, prägten Lederberg und Norton Zinder 1952 den Begriff "Transduktion" für einen bisher unbekannten Vorgang, den sie in einem Experiment mit dem Erreger des Mäusetyphus, Salmonella typhimurium, nachweisen konnten: Die beiden Schenkel eines U-Rohres, die durch einen Filter getrennt waren, der nur für Partikel, die kleiner als die Bakterienzellen sind, durchlässig war, wurden mit zwei Stämmen von S. typhimurium beschickt.
Stamm 1 war eine Mangelmutante nur für die Aminosäure Histidin, Stamm 2 nur für die Aminosäure Tryptophan.
| Stamm | Histidinsynthese | Tryptophansynthese |
| ----- | ---------------- | ------------------ |
| 1     | nicht möglich    | möglich            |
| 2     | möglich          | nicht möglich      |

Nach einigen Stunden Inkubation konnte neben den Vertretern der beiden Stämme 1 und 2 Bakterien nachgewiesen werden, die sowohl Histidin als auch Tryptophan selbst herstellen konnten. Außerdem konnten freie Bakteriophagen (P22) in der Suspension, die zu Versuchsbeginn nicht vorhanden waren, beobachtet werden.
Da die Bakterien nicht direkt miteinander in Kontakt treten konnten, war eine Konjugation ausgeschlossen. Ebenfalls ausgeschlossen werden konnte eine Transformation, da keine freie DNA in den beiden Schenkeln des U-Rohres zu finden war. Als Schlussfolgerung ergab sich, dass die Bakteriophagen Teile des Genoms von Bakterien des einen Stammes auf Zellen des anderen Stammes übertragen hatten.